# Vingermos
Vingermos (Physcia) is een geslacht van korstmossen uit de familie Physciaceae van de ascomyceten. Het geslacht telt 73 soorten. Vingermossen komen voor op steen, de bast van bomen en struiken en op dood hout.
Het 2–8 cm grote thallus is bladvormig, gelobd, onregelmatig gevormd, rozetvormig of uit een geheel bestaand. Soms vloeien de kolonies samen. De bovenkant is groenachtig grijs of lichtgrijs tot donkergrijs, gewoonlijk bedekt met een witte laag (pruina).
Het vruchtlichaam van de schimmel is een bruin tot zwart, hol tot vlak of iets bol apothecium. Het epihymenium, de laag boven het hymenium, is lichtbruin. Het hymenium en hypothecium zijn kleurloos. De parafysen zijn onvertakt of aan de toppen spaarzaam vertakt. De lichtbruine top van de parafyse hebben een dunne donkerbruine kap. De goed ontwikkelde medulla (merg) is wit of deels geel.
De sporenzakjes zijn cilindrisch tot knotsvormig en hebben acht ascosporen. De grijsbruine tot bruine of donkerbruine, spoelvormige, dikwandige ascosporen hebben een tussenwand.

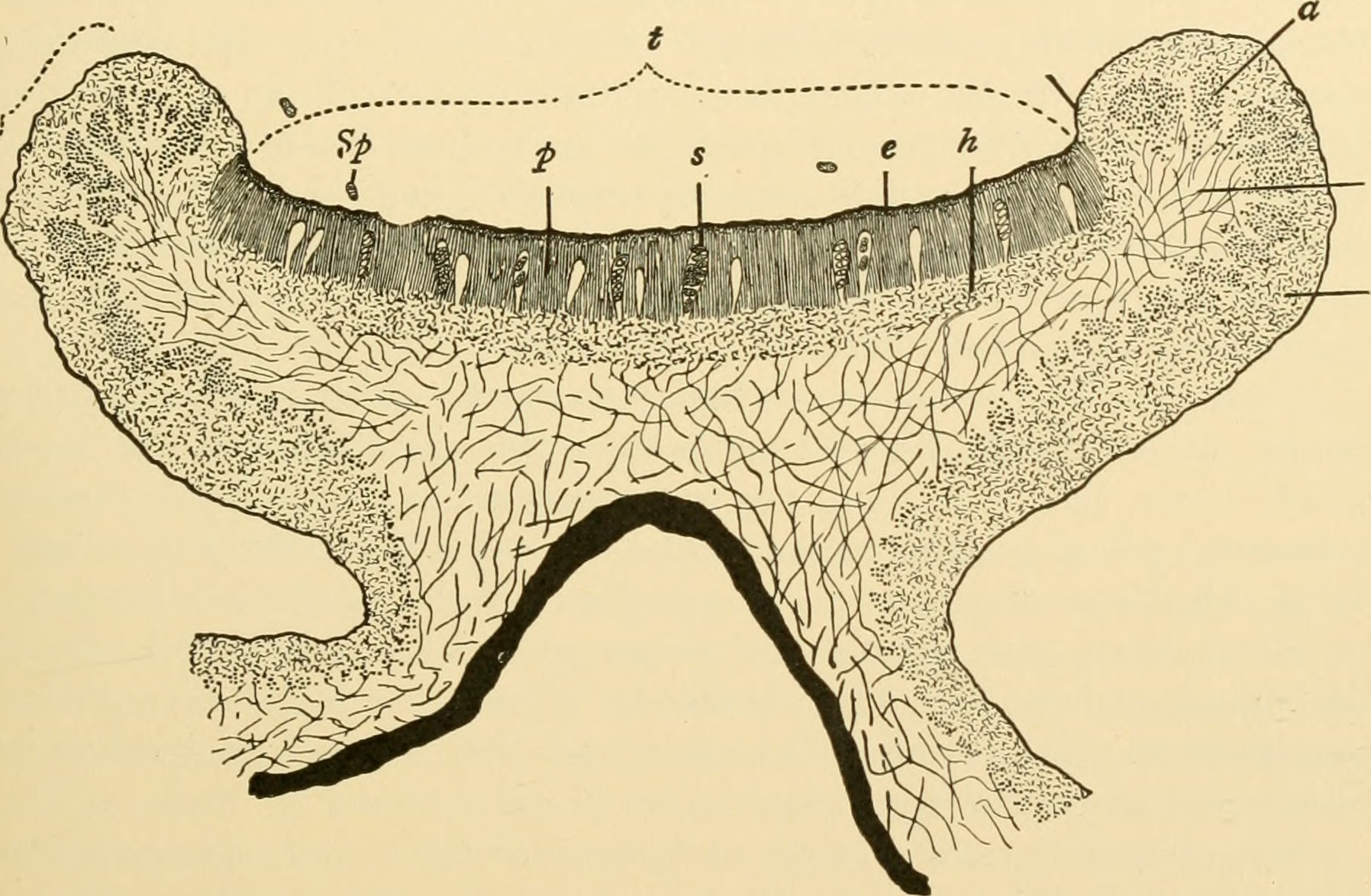
Dwarsdoorsnde van het apothecium van Physcia pulverulenta. (Volgens Nienburg, 1913.) t = hymenium, sp=asci, p=parafyse, e=epithecium, h=hypothecium, pt=parathecium of rand, a=algenlaag, m=medulla, r=cortex
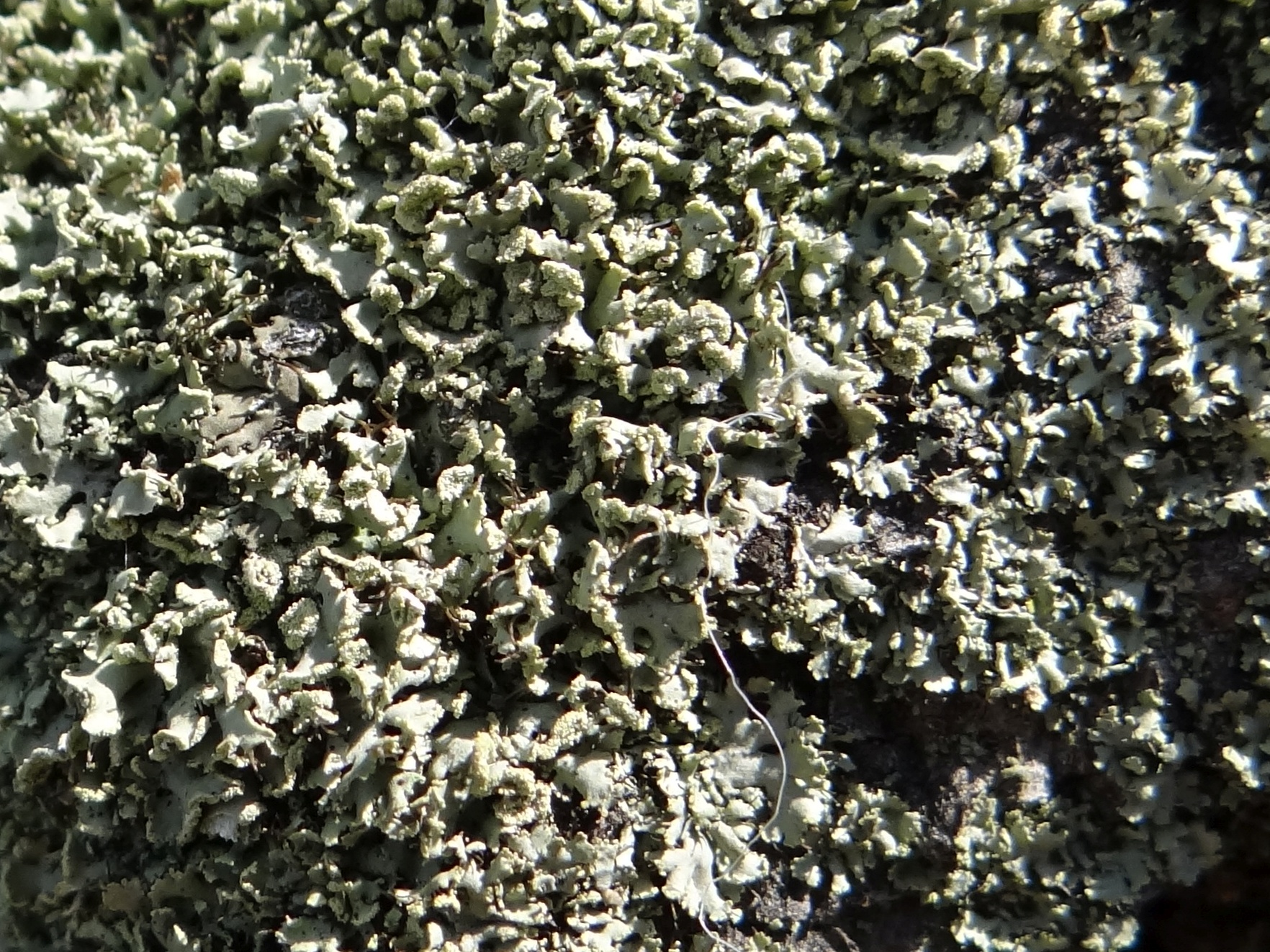
Bleek vingermos (Physcia dubia)
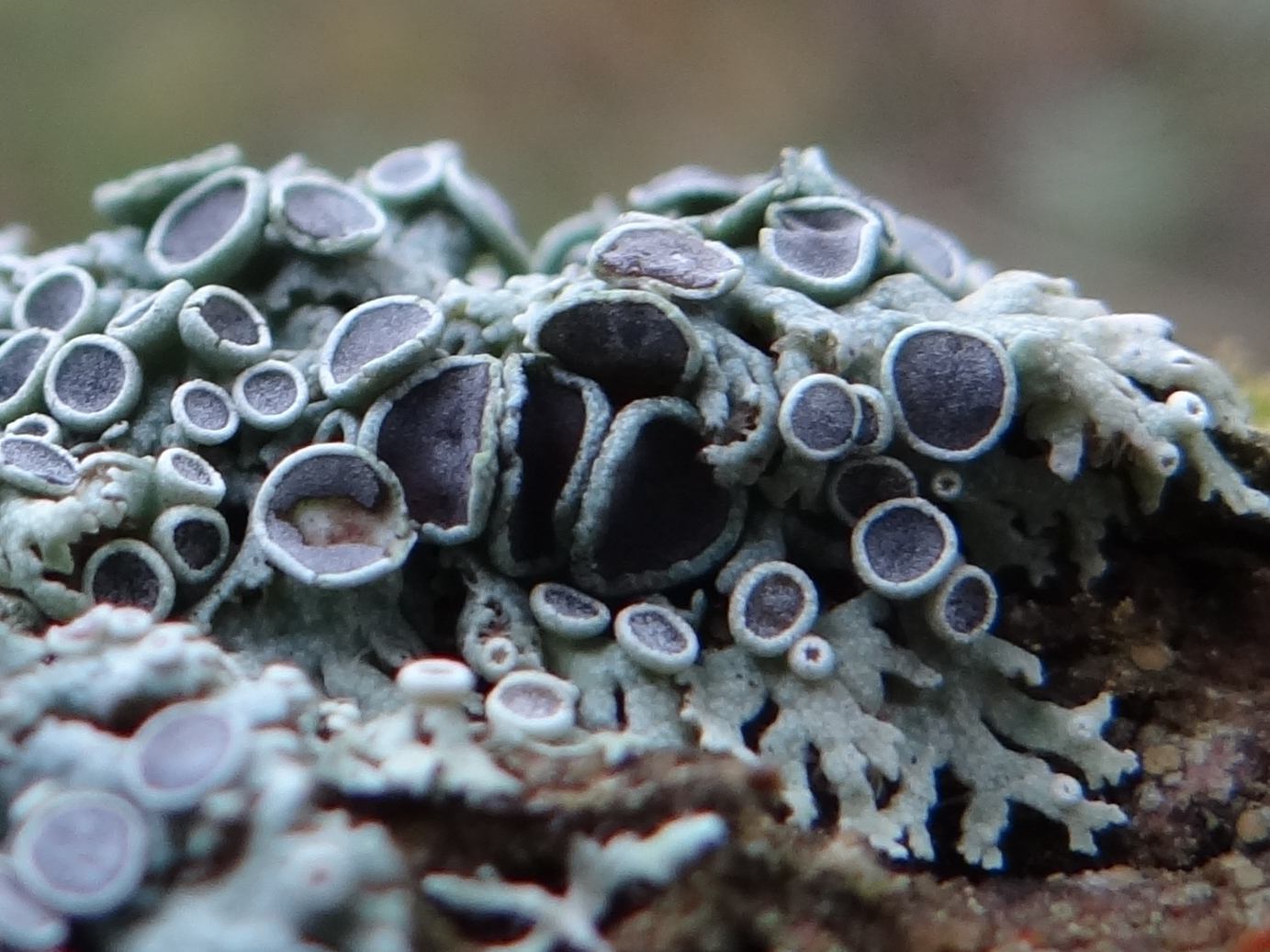
Apotheciën van groot vingermos (Physcia stellaris)

## Soorten
- Physcia adscendens (kapjesvingermos)
- Physcia aipolia (gemarmerd vingermos)
- Physcia alba
- Physcia albata
- Physcia atrostriata
- Physcia austrocaesia
- Physcia austrostellaris
- Physcia biziana
- Physcia caesia (stoeprandvingermos)
- Physcia caesiopsis
- Physcia cinerea
- Physcia clementei (isidieus vingermos)
- Physcia convexa
- Physcia convexella
- Physcia crispa
- Physcia dakotensis
- Physcia decorticata
- Physcia dimidiata
- Physcia dubia (bleek vingermos)
- Physcia erumpens
- Physcia halei
- Physcia integrata
- Physcia jackii
- Physcia krogiae
- Physcia leptalea (stekelig vingermos)
- Physcia littoralis
- Physcia magnussonii
- Physcia nashii
- Physcia neglecta
- Physcia neonubila
- Physcia nubila
- Physcia phaea
- Physcia poncinsii
- Physcia pseudospeciosa
- Physcia rolandii
- Physcia rolfii
- Physcia semipinnata
- Physcia sinuosa
- Physcia sorediosa
- Physcia stellaris (groot vingermos)
- Physcia tenella (heksenvingermos)
- Physcia tenellula
- Physcia tretiachii
- Physcia tribacia (lobjesvingermos)
- Physcia tribacioides (witkopvingermos)
- Physcia tropica
- Physcia undulata
- Physcia verdonii
- Physcia villosula
- Physcia vitii (lipvingermos)